# Дзюба Родіон Маркович
Родіон Маркович Дзюба (нар. 21 вересня 1903, село Піски, Лохвицького району Полтавської області — ?) — український радянський партійний діяч, 2-й секретар Полтавського міськкому КП(б)У, секретар Волинського і Львівського обласних комітетів КП(б)У.

## Біографія
Член ВКП(б).
Перебував на відповідальній партійній роботі.
До серпня 1939 року — 3-й секретар Полтавського міського комітету КП(б)У. З серпня до листопада 1939 року — 2-й секретар Полтавського міського комітету КП(б)У.
У вересні 1939 року мобілізований до Червоної армії, брав участь в захопленні Західної України.
27 листопада 1939 — 13 січня 1941 року — секретар Волинського обласного комітету КП(б)У з кадрів.
З січня 1941 року — навчання на Ленінських курсах при ЦК ВКП(б) у Москві.
З червня 1941 по січень 1944 року — в Червоній армії. Служив на політичній роботі в 36-му районі авіаційного базування 5-ї та 4-ї повітряних армій. Учасник німецько-радянської війни.
У січні (затверджений в травні) 1944 — липні 1945 року — секретар Волинського обласного комітету КП(б)У з кадрів.
У лютому (затверджений) 1947 — січні 1949 року — секретар Львівського обласного комітету КП(б)У з кадрів.
На 1949—1950 роки — начальник політичного відділу Львівської залізниці.
Подальша доля невідома.

## Звання
- капітан
- підполковник

## Нагороди
- орден «Знак Пошани» (23.01.1948)
- ордени
- медаль «За оборону Кавказу»
- медаль «За перемогу над Німеччиною у Великій Вітчизняній війні 1941—1945 рр.» (1945)
- медалі